# David Tennant
David Tennant (Bathgate, West Lothian, 18. travnja 1971.) škotski je glumac. Osim po radu u kazalištu (njegov Hamlet bio je veoma hvaljen), Tennant je najpoznatiji po svojim televizijskim ulogama desete inkarnacije Doktora u Doctor Whou, kao i po naslovnoj ulozi u Casanovi. Na filmu, najpoznatiji je po ulozi Bartyja Croucha mlađeg u Harryju Potteru i Plamenom peharu.

## Biografija

### Rani život
Tennant je rođen kao David John McDonald 18. travnja 1971. u Bathgateu, West Lothian, a odrastao je u Ralstonu, u Renfrewshireu gdje je njegov otac bio svećenik Škotske Crkve. Odrastao je sa šest godina starijim bratom i osam godina starijom sestrom.
Tennant je pohađao Osnovnu školu Ralston i Gimnaziju Paisley gdje mu je predavala profesorica engleskog jezika Moira Robertson, koja je među prvima prepoznala njegov potencijal. Zatim je diplomirao na Kraljevskoj škotskoj akademiji glazbe i drame.
S tri je godine Tennant rekao svojim roditeljima da želi postati glumac jer je bio obožavatelj serije Doctor Who, a oni su ga pokušali usmjeriti prema konvencionalnijem poslu. Godinama je gledao gotovo svaku epizodu Doctora Whoa te je na potpisivanju knjiga u Glasgowu upoznao Toma Bakera. Uzeo je prezime "Tennant" - inspirirano Neilom Tennantom iz Pet Shop Boysa - jer je u britanskoj udruzi glumaca postojao još jedan David McDonald.

### Karijera

#### Rani rad
Tennantova prva profesionalna uloga nakon diplome bila je u predstavi Arturo Ui s Ashley Jensen. Pojavio se i u škotskom sitcomu Rab C Nesbitt kao transseksualka Davina.
Prva veća televizijska uloga bila mu je ona manično depresivnog Campbella u škotskoj dramskoj seriji Takin' Over the Asylum iz 1994. Tijekom snimanja, Tennant je upoznao komičarku, glumicu i scenaristicu Arabellu Weir. Kad se ubrzo nakon toga preselio u London, pet je godina živio kod Weir te je postao kum njezinom najmlađem djetetu. Nakon toga pojavio se s Weir u mnogim produkcijama; kao gost u njezinoj televizijskoj seriji Posh Nosh i u radio drami Doctor Who, Izgnanstvo - u kojoj je Weir imala ulogu ženske verzije Doktora.
Jedno od njegovih najranijih pojavljivanja na filmu bilo je u Judi iz 1996., gdje je u jednoj od scena glumio s Christopherom Ecclestonom, a dobio je ulogu pijanog studenta koji izaziva Ecclestonovog Judu da dokaže svoj intelekt.
Tennant je nastavio karijeru u kazalištu, često nastupavši s Royal Shakespeare Company. Njegova prva shakespeareanska uloga za RSC bila je u Kako vam drago (1996.); iako je išao na audiciju za ulogu glavnog junaka Orlanda, dobio je ulogu dvorske lude Kremena. Kasnije se specijalizirao za komične uloge, glumeći Antifola Sirakuškog u Komediji zabluda i kapetana Jacka Absolutea u Rivalima, iako je glumio i tragičnog junaka Romea u Romeu i Juliji.
Tennant se češće počeo pojavljivati na TV-u tijekom 2004. i 2005., kada je ostvario uloge u serijama He Knew He Was Right (2004.), Blackpool (2004.), Casanova (2005.) i The Quatermass Experiment (2005.).
Pojavio se i u filmu Stephena Fryja Bright Young Things (2003.), a glumio je i Bartyja Croucha mlađeg u Harryju Potteru i Plamenom peharu.

#### Doctor Who (2005. – 2010.)
Tennant je 2004. bio naveden kao jedan od kandidata za Devetog Doktora, ali je ta uloga na kraju pripala Christopheru Ecclestonu. Nakon što je Eccleston 31. ožujka 2005. objavio da neće reprizirati ulogu u drugoj sezoni, BBC je 16. travnja 2005. potvrdio da će ga zamijeniti Tennant. Prvi se put nakratko pojavio kao Deseti Doktor u epizodi "The Parting of the Ways" (2005.) nakon scene regeneracije, a pojavio se i u posebnoj sedmominutnoj mini epizodi koja je 18. studenog 2005. prikazana kao dio dobrotvorne akcije Children in Need. Počeo je snimati novu seriju Doctor Who krajem srpnja 2005. Prva puna epizoda u kojoj se pojavio kao Doktor bio je jednosatni specijal "The Christmas Invasion", koji je emitiran na Božić 2005.
Prvi se put okušao kao redatelj u epizodi "Do You Remember The First Time?" Doctor Who Confidentiala koja je pratila epizodu Stevena Moffata "Blink", a emitirana je 9. lipnja 2007. Tennantov se Deseti Doktor 2007. godine pojavio kao Peti Doktor Petera Davisona u posebnoj epizodi Doctora Whoa za Children in Need, za koju je scenarij napisao Steven Moffat, a nazvana je "Time Crash". To je bila prva priča s više Doktora od epizode "The Two Doctors" iz 1985. Tennant je kasnije glumio i s Davisonovom kćeri, Georgiom Moffet, u epizodi "The Doctor's Daughter" iz 2008. u kojoj je ona glumila naslovnu ulogu Jenny.
Tennant je nastavio glumiti Desetog Doktora i u četvrtoj sezoni, 2008. Međutim, 29. listopada 2008., Tennant je objavio da će nakon tri pune sezone napustiti seriju. Glumio je Doktora u četiri posebne epizode 2009. te u finalnoj epizodi koja je emitirana 1. siječnja 2010.

## Vanjske poveznice
- David Tennant u internetskoj bazi filmova IMDb-u (engl.)
- "David Tennant Conquers TV" - BBC News Article (16. travnja 2005.)
- Profil na web stranici BBC-a

### Ostali projekti
|  | Zajednički poslužitelj ima još gradiva o temi David Tennant |